# Силезцы

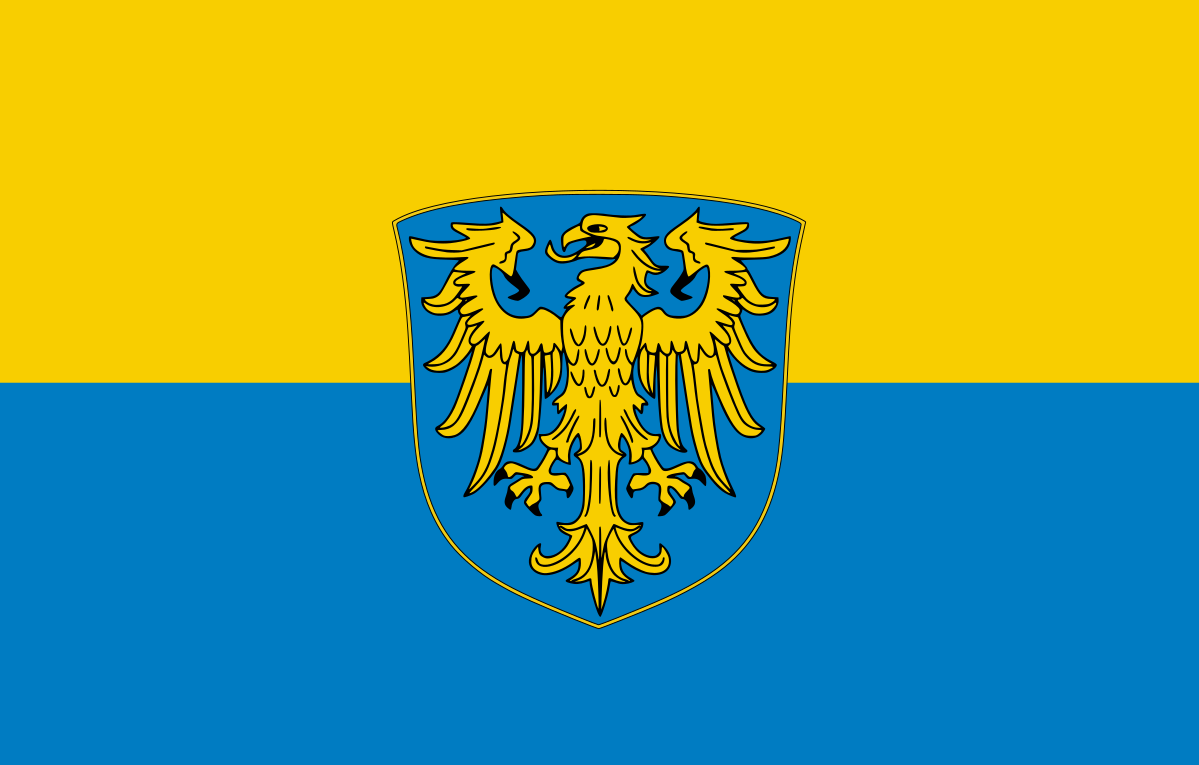
Национальный флаг силезцев

Силе́зцы (также сленза́не, слензаки; пол. ślązacy, нем. Schlesier, Schläsinger, чеш. slezané; самоназвание: ślůnzoki) — потомки коренного славянского населения Верхней Силезии — исторической области, расположенной на территории Польши и частично в Чехии и Словакии. Небольшая часть силезцев живёт также в Германии. Традиционно рассматриваются как часть поляков. В конце XX века возрождается движение, добивающееся признания силезцев отдельным славянским народом. Общая численность — 614 824 человека (по переписи Польши 2021 года). В Польше говорят на силезском и польском языках (из 467 145 человек, знающих силезский язык, 54 957 человек говорят только на силезском), отчасти сохраняется знание немецкого языка. В Чехии говорят на чешском языке и местных силезских говорах. Верующие — главным образом католики, есть протестанты. Предками силезцев были племена слензан.
В широком смысле силезцы — население Силезии (прежде всего Верхней и Тешинской), к которому относят как силезцев, так и другие группы поляков, чехов и местное немецкое население.

## Численность

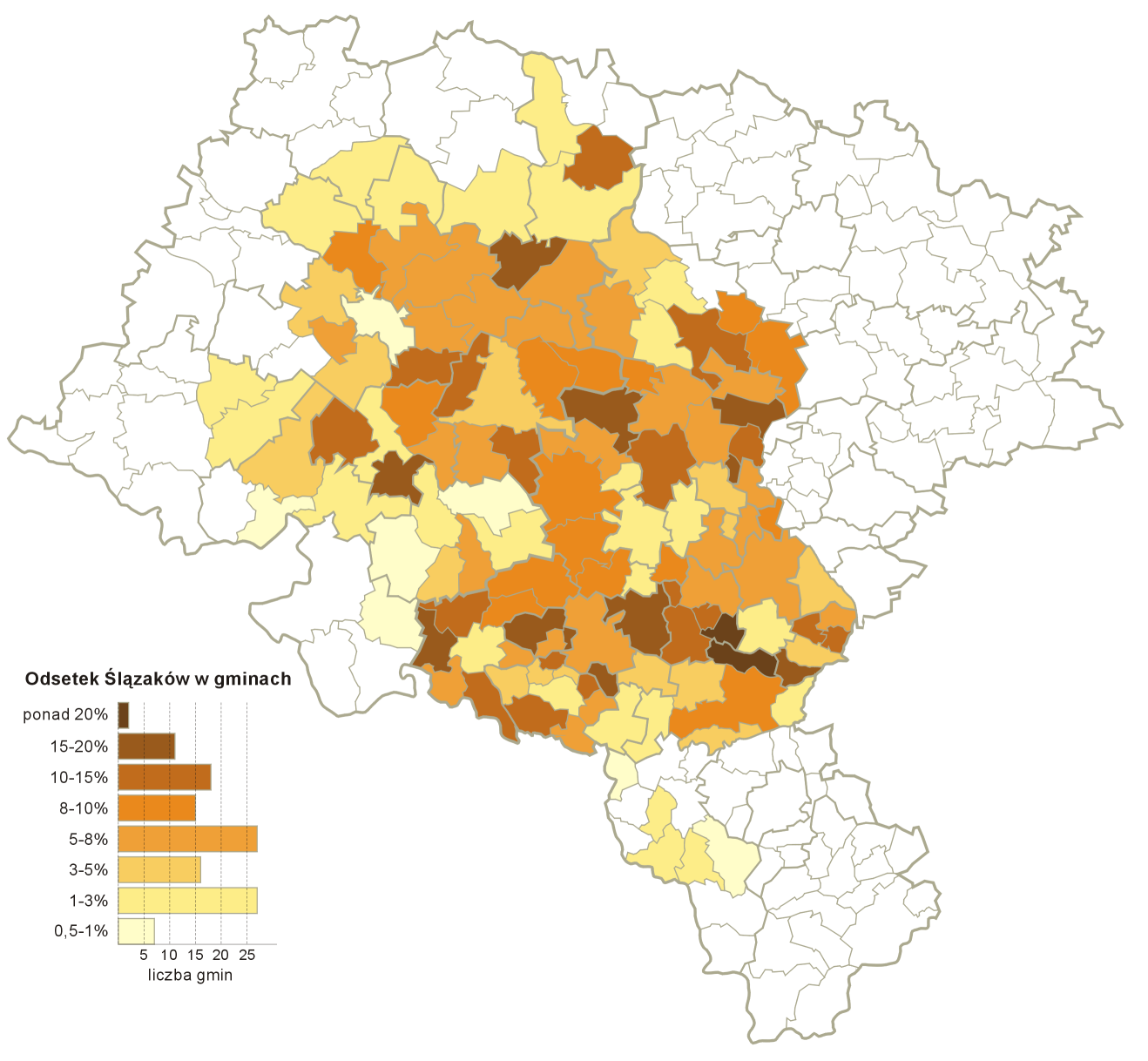
Гмины с силезским населением в Польше (2002)

По польской переписи 2021 года, которая позволяла дать один или два ответа о национальности, силезцами себя признали 596 224 человека (236 588 человек указали силезскую как первую национальность, из них 187 372 человека как единственную, 359 636 человек указали силезскую как вторую национальность в основном после польской). Во время переписи 2002 года в Польше силезцами назвали себя только 173 тысячи человек. Число носителей силезского языка в Польше согласно переписи 2002 года отмечалось в 56,6 тысяч человек, по переписи 2011 года родным силезский назвали 509 тысяч человек.
В Чехии в 2011 году силезцев было всего 12 214 человек, хотя ещё в 1991 году их было гораздо больше — 44,5 тысяч. Подавляющее число силезцев в Чехии живёт в Моравско-Силезском крае.
В Словакии численность силезцев составляет 6,4 тыс. человек, живущих главным образом в районе Чадца Жилинского края — в приграничных районах Польши, Чехии и Словакии.

## История
На рубеже I и II тысячелетий территорию Силезии населяли западнославянские племена группы слензан. В Позднем Средневековье в результате немецкой экспансии на восток, начавшейся со второй половины XII века, на территории Силезии сложилось смешанное славянско-немецкое население, причём немцы составляли в нём большинство, а в ряде регионов, например, в Нижней Силезии славяне были онемечены полностью. Под властью немцев силезские славяне подвергались дискриминации, особенно усилившейся в период прусского правления. Не прекращался всё это время процесс ассимиляции славян. К рубежу XIX—XX веков сохранилась лишь часть силезцев-славян в Верхней Силезии, в немалой степени сохранению их этнического самосознания способствовало объединение вокруг католической церкви. Во второй половине XIX века — первой трети XX века как в прусской, так и в австрийской частях Силезии отмечалась деятельность регионалистских движений, добивавшихся автономии. Наряду с силезцами-славянами в этом движении участвовали и силезские немцы. С 1918 года силезское национальное движение стало выступать за присоединение Верхней Силезии к Польше, а с 1921 года — за права силезцев как национального меньшинства в Польше и в Чехословакии. После Второй мировой войны этнический состав Силезии изменился, бо́льшая часть силезских немцев была депортирована или переселилась самостоятельно в Германию, а их место заняли поляки из Восточной Галиции и бывшего Виленского воеводства. С этого времени (и в течение всего периода существования ПНР) национальное движение силезцев перестало себя активно проявлять. Возрождение Движения за автономию Силезии в Польше началось в 1990-х годах.

## Современное положение

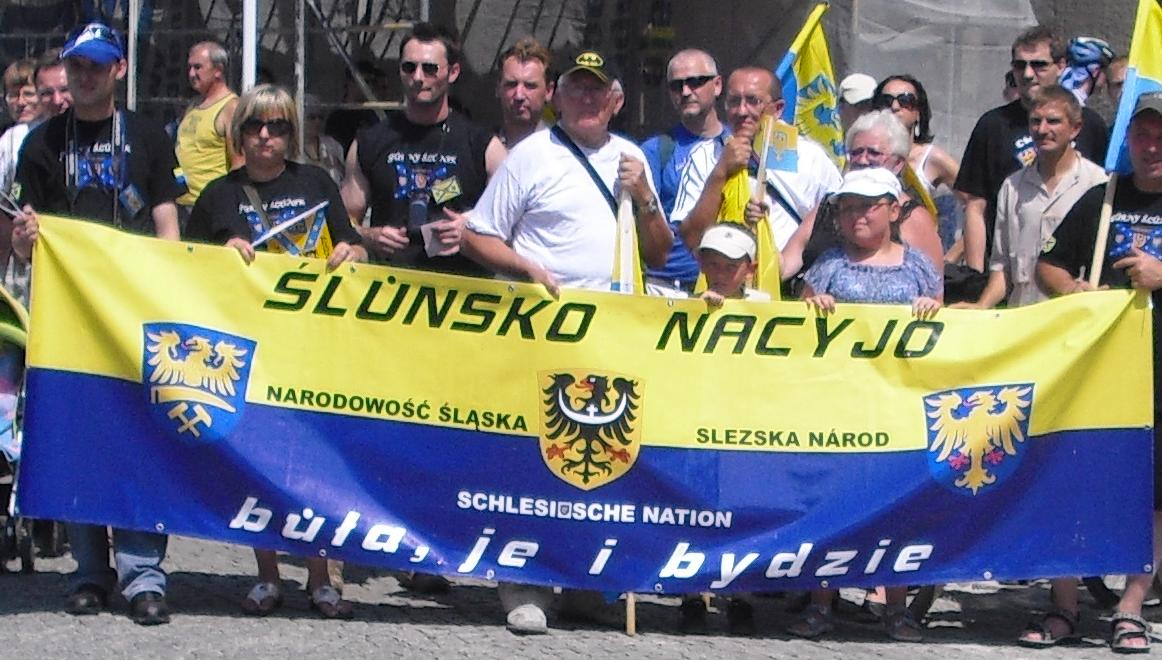
«Ślůnsko nacyjo bůła, je i bydzie» («Силезская нация была, есть и будет») — 3-й Марш Автономии (Катовице, 2009)

В последнее время силезское национальное движение представлено в основном в Польше. В 2003 году историком Дариушом Ерчинским была издана «История силезского народа» — попытка синтеза силезской национальной истории. Лидер Движения за автономию Силезии Ежи Гожелик придерживается довольно радикальных позиций («Я силезец, а не поляк!»). Движение борется за признание силезской национальности и за автономный статус двух регионов — Верхней и Нижней Силезии. С 2007 года Движение за автономию Силезии и Силезская региональная партия проводит ежегодные Марши автономии в городе Катовице.

## Субэтнические группы

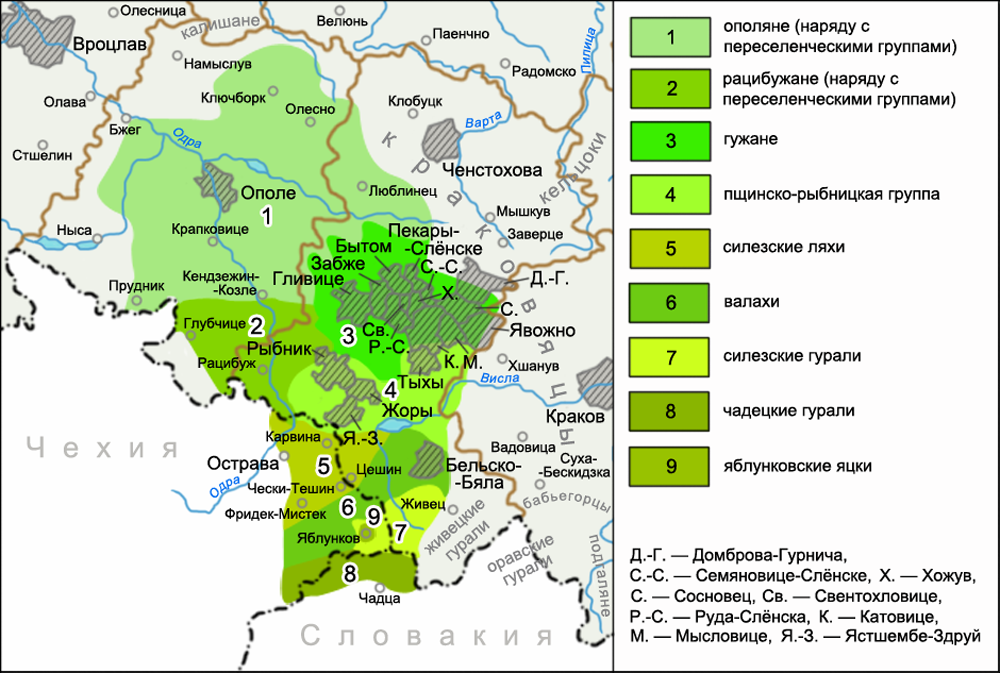
Карта силезских субэтнических групп (согласно исследованиям Камоцкий, Януш)

Среди силезцев выделяют несколько локальных субэтнических групп, отличающихся особенностями в языке и культуре:
- ополяне (голёки, баёки, крысёки, боросы, оджики, леснёки, кобылёже, подлесёки и другие), рацибужане (южноополянская группа силезцев) — в основном в Опольском воеводстве Польши;
- гужане (гуражи, бытомцы), пщинско-рыбницкие силезцы (пщинско-рыбницкая группа), силезские ляхи (дуляне, доляцы)[пол.] (также в Чехии), моравяне (моравцы) (также в Чехии) и другие — в основном в Силезском воеводстве Польши;
- гурали — бескидцы, вислянцы (в Польше); силезские гурали[пол.], валахи[пол.] (также в Чехии); яцки яблонковские[пол.] (жители местечка Яблунков, в Чехии); чадецкие гурали (чадеццы, горцы)[пол.] (в Словакии).

Помимо субэтнической идентичности среди некоторых групп силезцев отмечается региональная идентичность. Говоря о себе «мы — силезцы», жители ряда регионов уточняют «чешинские силезцы» («чешиняки», жители не только города Чешина, но и всего региона Чешинской Силезии), «опольские силезцы», «заользяне» (силезцы из Заользья или чешиняки из Заользья). Попытки выделить Верхнюю Силезию в узком смысле (без Опольской и Чешинской Силезии) приводят к тому, что у некоторых жителей южных районов Силезии этническая идентичность сменяется региональной — чешинской, гуральской или иной.

## Народный костюм
Народный костюм силезцев в прошлом был не только повседневной одеждой — в условиях многовекового противостояния германизации он являлся для местных жителей одним из способов заявить о своей силезской или польской идентичности. Те или иные детали традиционного костюма, различия в цвете и типах ткани, а также способах ношения указывали на регион происхождения владельца костюма, на его возраст, имущественный и гражданский статус. Особо выделялась у силезцев праздничная, в том числе и свадебная, одежда.
При общности элементов силезской народной одежды в каждом регионе отмечались разного рода региональные особенности народного костюма (прежде всего это характерно для женской одежды). Различия в традиционных костюмах были обусловлены как политической обособленностью или географической изоляцией регионов, так и разным уровнем их экономического и социального развития, а также их природными особенностями. Наиболее представительными считаются опольский, розбаркский (бытомский) и цешинский народные костюмы, представляющие соответственно Северную (Опольскую) Силезию, Среднюю Силезию (Промышленный район) и Южную (Цешинскую Силезию).